# Виды рода Хвойник
- Список составлен на основе данных сайта Королевских ботанических садов Кью[1] .
- Русские названия видов даны по книгам «Флора СССР» и «Деревья и кустарники СССР» (см. раздел Литература).
- Знаком × отмечены виды, имеющие гибридное происхождение.
- Синонимика видов в данном списке не приводится.

| # A B C D E F G H I J K L M N O P Q R S T U V W X Y Z |

## A
- Ephedra alata Decne.
- Ephedra altissima Desf. — Хвойник высокий
- Ephedra americana Humb. & Bonpl. ex Willd. — Хвойник американский
- Ephedra antisyphilitica Berland. ex C.A.Mey.
- Ephedra aphylla Forssk.
- Ephedra ×arenicola H.C.Cutler
- Ephedra aspera Engelm. ex S.Watson — Хвойник шероховатый
- Ephedra aurantiaca Takht. & Pachom.

## B
- Ephedra boelckei F.A.Roig
- Ephedra botschantzevii Pachom.
- Ephedra breana Phil.
- Ephedra brevifoliata Ghahr.

## C
- Ephedra californica S.Watson — Хвойник калифорнийский
- Ephedra chilensis C.Presl
- Ephedra ciliata Fisch. & C.A.Mey. — Хвойник ресничатый
- Ephedra compacta Rose
- Ephedra coryi E.L.Reed
- Ephedra cutleri Peebles

## D
- Ephedra dahurica Turcz. — Хвойник даурский
- Ephedra dawuensis Y.Yang
- Ephedra distachya L. typus[2] — Хвойник двухколосковый, или Кузьмичёва трава

## E
- Ephedra ×eleutherolepis V.A.Nikitin
- Ephedra equisetina Bunge — Хвойник хвощевый

## F
- Ephedra fasciculata A.Nelson
- Ephedra fedtschenkoae Paulsen — Хвойник Федченко
- Ephedra foeminea Forssk.
- Ephedra fragilis Desf. — Хвойник ломкий
- Ephedra frustillata Miers
- Ephedra funerea Coville & C.V.Morton

## G
- Ephedra gerardiana Wall. ex Klotzsch & Garcke — Хвойник Жерарда
- Ephedra gracilis Phil. ex Stapf

## H
- Ephedra holoptera Riedl

## I
- Ephedra intermedia Schrenk & C.A.Mey. — Хвойник средний

## K
- Ephedra kardangensis P.Sharma & P.L.Uniyal
- Ephedra khurikensis P.Sharma & P.L.Uniyal

## L
- Ephedra laristanica Assadi
- Ephedra likiangensis Florin
- Ephedra lomatolepis Schrenk — Хвойник окаймлённый

## M
- Ephedra major Host
- Ephedra milleri Freitag & Maier-St.
- Ephedra minuta Florin
- Ephedra monosperma J.G.Gmel. ex C.A.Mey. — Хвойник односемянный
- Ephedra multiflora Phil. ex Stapf

## N
- Ephedra nevadensis S.Watson — Хвойник невадский

## O
- Ephedra ochreata Miers
- Ephedra oxyphylla Riedl

## P
- Ephedra pachyclada Boiss. — Хвойник толстоветвистый
- Ephedra pangiensis Rita Singh & P.Sharma
- Ephedra pedunculata Engelm. ex S.Watson
- Ephedra pentandra Pachom.
- Ephedra procera C.A.Mey.
- Ephedra przewalskii Stapf — Хвойник Пржевальского
- Ephedra pseudodistachya Pachom.

## R
- Ephedra regeliana Florin — Хвойник Регеля
- Ephedra rhytidosperma Pachom.
- Ephedra rituensis Y.Yang
- Ephedra rupestris Benth.

## S
- Ephedra sarcocarpa Aitch. & Hemsl.
- Ephedra saxatilis (Stapf) Royle ex Florin
- Ephedra sinica Stapf — Хвойник китайский
- Ephedra somalensis Freitag & Maier-St.
- Ephedra strobilacea Bunge — Хвойник шишконосный
- Ephedra sumlingensis P.Sharma & P.L.Uniyal

## T
- Ephedra tilhoana Maire
- Ephedra torreyana S.Watson — Хвойник Торрея
- Ephedra transitoria Riedl
- Ephedra triandra Tul.
- Ephedra trifurca Torr. ex S.Watson — Хвойник трёхвильчатый
- Ephedra trifurcata Zöllner
- Ephedra tweediana C.A.Mey.

## V
- Ephedra viridis Coville — Хвойник зелёный
- Ephedra vvedenskyi Pachom.

## Y
- Ephedra yangthangensis P.Sharma & Rita Singh